# Evan Dando
Evan Dando est un guitariste et chanteur américain, né le 4 mars 1967, leader et seul membre d'origine du groupe rock The Lemonheads, fondé en 1986. Il fut marié au top model anglais Elizabeth Moses jusqu'à leur séparation en 2010.

## Biographie

### Jeunesse
Né en 1967 à Essex d'une mère mannequin et d'un père avocat, Evan déménage à Boston neuf ans plus tard, où il commence à s'intéresser à la musique et à se familiariser dès lors aux groupes emblématiques du milieu underground des années 1980 (The Users, Slaughter and the Dogs, Minor Threat) qui influenceront les débuts de son groupe, les Whelps, formé au moment de son entrée à la Commonwealth School de Boston. Il tentera ensuite d'intégrer le Skidmore College à New York, mais ses résultats le pousseront à abandonner rapidement pour se consacrer pleinement à la musique.

### Les Lemonheads
Accompagné de ses camarades de promo Ben Deily, second guitariste et chanteur, et Jesse Peretz à la basse, il donne son premier concert le 18 août 1986. Le groupe commence à gagner en popularité, notamment grâce à la chanson Laughing All The Way To The Cleaners et l'EP associé qu'il enregistre en 1986. Repérés par un directeur de label du nom de Curtis Casella, ils sont invités à signer chez Taang! et à opter pour un meilleur nom. Les Lemonheads sortent leur premier album, Hate Your Friends, en juin 1987, avec un nouveau batteur, Doug Trachten. Les tournées s’enchaînent, et l'album se vend à près de 70 000 exemplaires. Le groupe sort dans la foulée Creator en 1988 et Lick en 1989. Malgré le succès naissant dans le milieu indie et la venue du guitariste Terry Corey Brennan, la formation peine à gagner en reconnaissance, tandis que des tensions internes se font toujours plus fortes entre les deux leaders et que défilent les batteurs. Ben rejoint l'université Harvard et se détache progressivement du groupe, pour finir par le quitter au profit de ses études, juste avant la signature sur la major Atlantic et l'enregistrement du quatrième opus, Lovey, qui sera un véritable échec commercial (« Alors que Lick s'était vendu à 35 000 exemplaires, Lovey est parti à 13 000 seulement quand il est sorti. Il semblerait que nous arrivions trot tôt pour l'époque, je crois même que – oserais-je le dire ? – nous étions un peu trop en avance sur notre temps »). Cette période à vide éprouve durement Evan, alors seul aux commandes des Lemonheads.
Début 1991, alors que les ventes peinent à atteindre 30 000 exemplaires, Evan s'envole pour l'Australie où il rejoint ses amis Nic Dalton et Tom Morgan, fondateurs du groupe Sneeze avec lesquels il écrira la base d'It's a Shame About Ray, premier véritable succès du groupe : «On formait une vraie équipe, raconte Evan à propos de sa collaboration avec Tom, c'était presque magique, vraiment. Le truc était de jouer sur une seule guitare que l'on se passait dès qu'on avait une nouvelle idée. C'est comme ça qu'on écrit et arrange de bonnes chansons en l'espace de 20 minutes. »
Le groupe enregistre une reprise vitaminée de Mrs. Robinson à Berlin en aout 1992, qui paraît en single (avec un clip réalisé par Jesse Perretz, toujours aux côtés du groupe, mais plus en tant que musicien) à l'occasion du 25e anniversaire du film Le Lauréat (dans lequel apparaît la version originale des Simon & Garfunkel). La chanson connaît un succès inattendu (environ 500 000 exemplaires vendus) qui ne sera pas étranger à celui de l'album (au départ dépourvu de cette reprise, elle y sera incluse sur les pressages ultérieurs).
La popularité du groupe grimpe alors en flèche, à l'instar de l'album dans les charts, et les tournées prennent vite un rythme infernal, accentuant la tendance d'Evan aux drogues, alors que tous les yeux sont tournés vers lui dans l'attente d'une suite : « J'étais anxieux à l'idée de ce nouvel album, explique-t-il en 1994, et j'ai pensé que les drogues pourraient m'aider à m'en sortir. » Come On Feel the Lemonheads paraît en octobre 1993 et remporte un succès moindre, mais tout aussi immédiat. Les contributions de Morgan et Dalton se font également moins marquées en termes de composition (bien que toujours principaux musiciens) et s'amenuisent au fur et à mesure de l'impulsion naissante d'Evan pour un projet solo, et ce jusqu'au « dernier » album Car Button Cloth (1996), qui marque la fin d'une époque.
Les Lemonheads refont surface en 2006 avec un nouveau line-up (Bill Stevenson à la batterie et Karl Alvarez à la basse) et un album éponyme (notablement enregistré sous l'égide de J Mascis des Dinosaur Jr), qui relancera la machine en remportant un joli succès.
Entre-temps, Evan sort Baby, I'm Bored (2003), premier effort solo tant attendu qui sera bien accueilli par la critique.